# بنو إسرائيل
بنو إسرائيل (بالعبرية: בְּנֵי יִשְׂרָאֵל‏) هم مجموعة من القبائل الناطقة بلغة سامية قديمة في الشرق الأدنى القديم سكنوا جزءً من أرض كنعان خلال العصر الحديدي. تاريخيًا، ظهر اسم إسرائيل لأول مرة في لوحة مرنبتاح المصرية القديمة، والتي يرجع تاريخها إلى حوالي سنة 1200 ق.م. يشير علم الآثار الحديث إلى أن بني إسرائيل تفرعوا من الكنعانيين من خلال تطور ديانتهم اليهوهية، وهي ديانة عبدت إلهًا واحدًا من بين آلهة متعددة [الإنجليزية]
، ثم تحوّلت لاحقًا إلى ديانة توحيدية تتمحور حول الإله القومي يهوه. ولذا، يمكن وصفهم بأنهم مجموعة عرقية دينية. تحدّث بصورة قديمة من اللغة العبرية، والتي كانت لهجة إقليمية من اللغة الكنعانية المعروفة اليوم باسم العبرية الكتابية. في العصر الحديدي، ظهرت مملكتا إسرائيل ويهوذا. سقطت مملكة إسرائيل، وعاصمتها السامرة، في أيدي الإمبراطورية الآشورية الحديثة حوالي سنة 720 ق.م.؛ في حين دمرت الإمبراطورية البابلية الحديثة مملكة يهوذا، وعاصمتها القدس سنة 586 ق.م. نُفي بعض سكان يهودا إلى بابل، لكنهم عادوا إلى إسرائيل بعد أن غزا كورش الكبير المنطقة.
وفقًا للكتاب المقدس، ينحدر بنو إسرائيل من نسل يعقوب أحد الآباء الكتابيين [الإنجليزية]
 الذي تغيّر اسمه فيما بعد إلى إسرائيل. بعد وقوع جفاف شديد في أرض كنعان، هرب يعقوب وأبناؤه الاثني عشر إلى مصر، حيث شكّلوا في النهاية أسباط إسرائيل الاثني عشر. خرج بنو إسرائيل لاحقًا فرارًا من العبودية في مصر على يد موسى، وفتحوا أرض كنعان تحت قيادة يشوع الذي كان خليفةً لموسى. يتفق معظم العلماء المعاصرين على أن التوراة لا تقدم وصفًا حقيقيًا لأصول بني إسرائيل، وبدلاً من ذلك ينظرون إليها على أنها تشكل أسطورتهم الوطنية. ومع ذلك، يُفترض أنه قد يكون هناك "أصل تاريخي" للقصة. يصور الكتاب المقدس أيضًا مملكتي إسرائيل ويهوذا على أنهما خلفا مملكة إسرائيل الموحدة السابقة، على الرغم من أن تاريخية هذه المملكة محل شك.
ينسب كل من اليهود والسامريين أصولهم إلى بني إسرائيل القدماء. ويصل اليهود أصولهم إلى القبائل التي سكنت مملكة يهوذا، بما في ذلك سبطي يهوذا وبنيامين وجزء من سبط لاوي، بينما يدعي السامريون انتسابهم إلى أسباط أفرايم ومنسى ولاوي المتبقين الذين لم يُرحّلهم في السبي الآشوري بعد سقوط مملكة إسرائيل الشمالية. كما تزعم مجموعات أخرى انتمائها إلى بني إسرائيل [الإنجليزية]
.

## التسمية
وجدت أقدم إشارة إلى إسرائيل في المصادر غير الكتابية في لوحة مرنبتاح التي ترجع إلى حوالي سنة 1209 ق.م. كان النقش مختصرًا للغاية ويقول: «لقد دمّرت إسرائيل، وقطعت نسلهم». وأشار النقش إلى شعب، لا إلى فرد أو دولة قومية، يقع في وسط فلسطين أو مرتفعات السامرة. يعتقد بعض علماء المصريات أن إسرائيل ظهرت في نقوش طوبوغرافية سابقة، يعود تاريخها إلى عهد الأسرة المصرية التاسعة عشر (أي عهد رمسيس الثاني) أو الأسرة المصرية الثامنة عشر لكن هذا الرأي لا يزال مثيرًا للجدل.
في الكتاب المقدس العبري، يظهر اسم إسرائيل لأول مرة في تكوين 32: 28، حين سمّى ملاك يعقوب بهذا الاسم بعد أن صارعه يعقوب. يرجع أصل الكلمة الواردة في النص الذي اشتق منها الاسم إسرائيل من «يسرا» التي تعني "يتغلب" أو "يتصارع مع"، و«إيل» وهو الإله الخالق عند الكنعانيين وفي بلاد الرافدين الذي يُربط بشكل غير وثيق مع يهوه. مع ذلك، تُفسّر الدراسات الحديثة المقطع "ئيل" على أنه دلالة على الفاعل،
وأن المقطع "يسرا" مشتق من الفعل سارار (שָׂרַר الذي يعني "يحكم") (الذي يتشابه مع كلمة سار שַׂר وتعني "الحاكم" وكلمة شارو الأكدية التي تعني "الحاكم أو الملك") وتتشابه أيضًا مع الجذر اللغوي سارا (שׂרה الذي يعني "يقاتل، يجاهد، يتنافس").
بعد ذلك، أشار مصطلح إسرائيل إلى أحفاد يعقوب المباشرين وباقي الأمم الذين اندمجوا في مجتمع بني إسرائيل. ويُعد العبرانيين اسمًا عرقيًا مشابهًا، لكنه استُخدم عادةً لوصف بني إسرائيل في الأوقات التي كانوا فيها محرومين اقتصاديًا أو مهاجرين. وقد يكون إشارة أيضاً إلى انتسابهم إلى عابر حفيد نوح. خلال عصر المملكتين المنقسمتين، كان مصطلح "بني إسرائيل" يشير إلى سكان مملكة إسرائيل الشمالية، ولكن في النهاية، توسّع المصطلح ليشمل سكان مملكة يهوذا في فترة ما بعد السبي.
في أدبيات فترة الهيكل الثاني، أصبح الاسم "يهودي" (أو "يهودا") اسمًا عرقيًا شائعًا آخر، ولكنه قد يشير إلى مجموعة فرعية مقيدة جغرافيًا أو إلى سكان مملكة يهوذا الجنوبية. بالإضافة إلى ذلك، كانت أعمال مثل سفر عزرا-نحميا رائدة في فكرة التمييز بين بني إسرائيل والأمم، على أساس الأنساب، بينما يرى علماء آخرون أن التمييز اعتمد على الدين.
في اليهودية، تشير كلمة "إسرائيلي"، بشكل عام، إلى فرد من عامة المجموعة العرقية الدينية اليهودية، الذين لا يرتقون إلى الرتب الكهنوتية للكهنة واللاويين. في النصوص القانونية، مثل المشناه والجماره، يُستخدم لفظ ישראלי "يسرائيلي"، لوصف اليهود بدلاً من لفظ יהודי "يهودي". في الديانة السامرية، السامريون ليسوا يهودًا (יהודים "يهوديم"). وبدلاً من ذلك، فهم يعتبرون أنفسهم إسرائيليون، وهو مصطلح يشملهم مع إخوانهم اليهود.

## القصة الكتابية

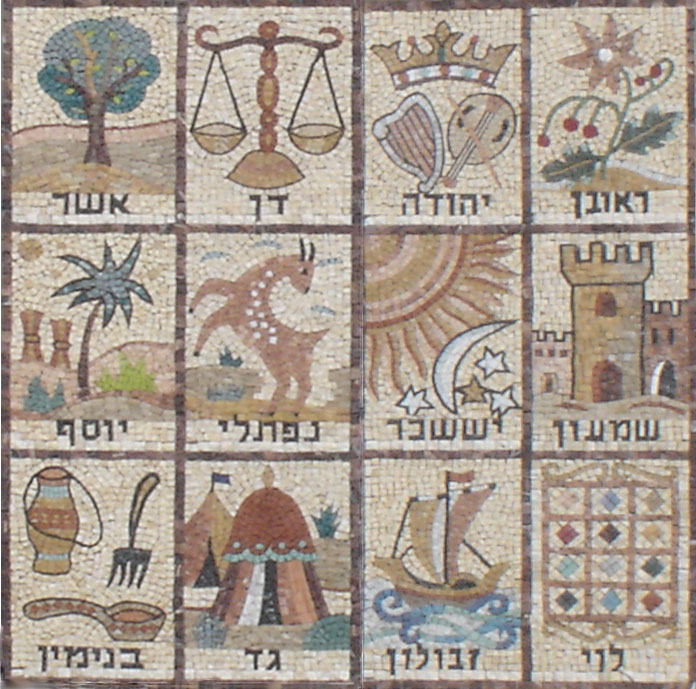
فسيفساء من منتصف القرن العشرين الميلادي لأسباط إسرائيل الاثني عشر، من جدار كنيس عيتس يوسف في جفعات مردخاي، القدس

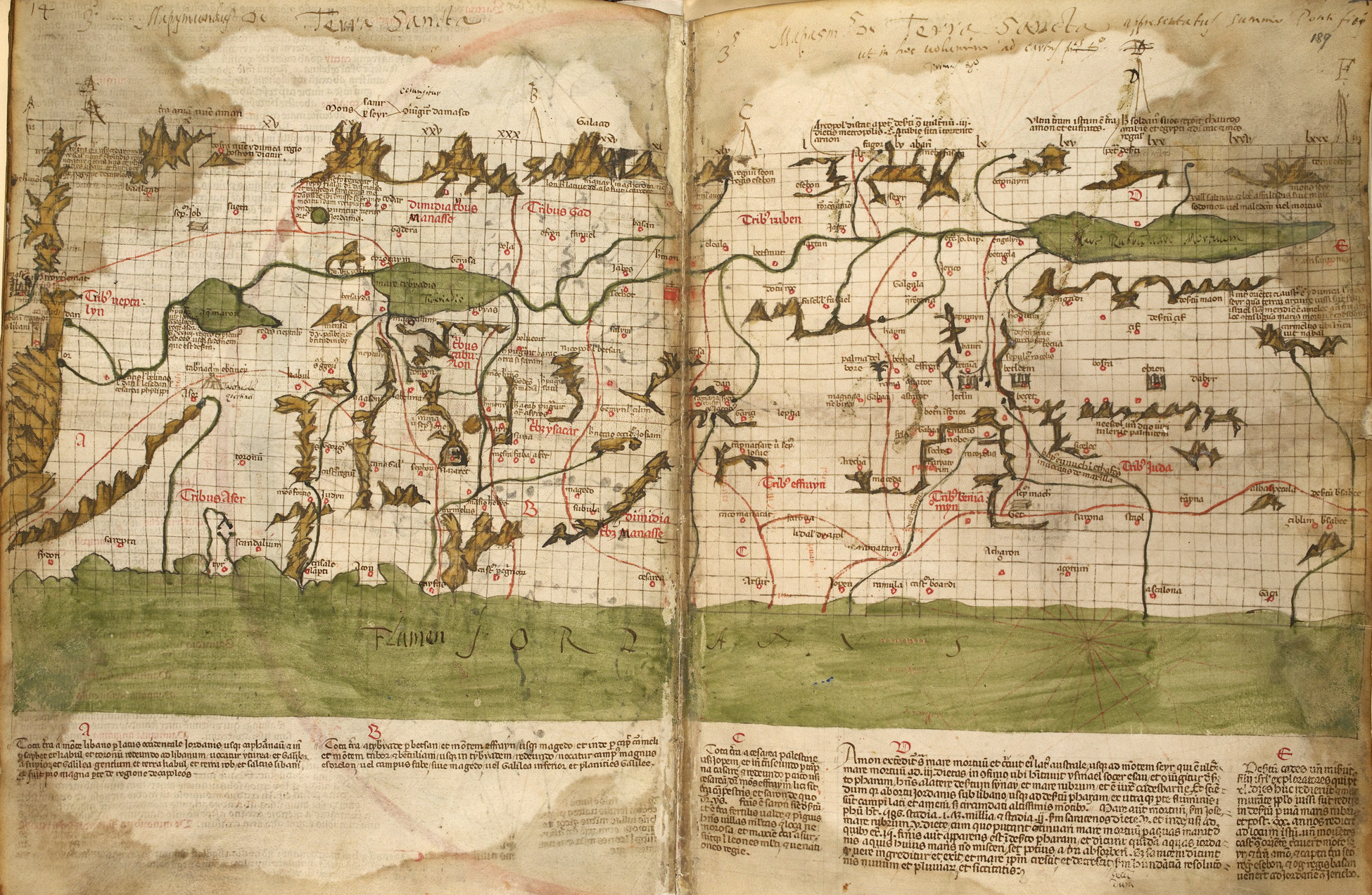
خريطة أرض فلسطين، لبيترو فيسكونتي، 1321م، تظهر أراضي أسباط إسرائيل. وصفها أدولف إريك نوردنسكيولد بأنها "أول خريطة غير بطلمية لبلد محدد".

خريطة الأسباط الاثني عشر (قبل انتقال سبط دان إلى الشمال)، نقلًا عن تفصيلات تقسيم الأرض في سفر يشوع.

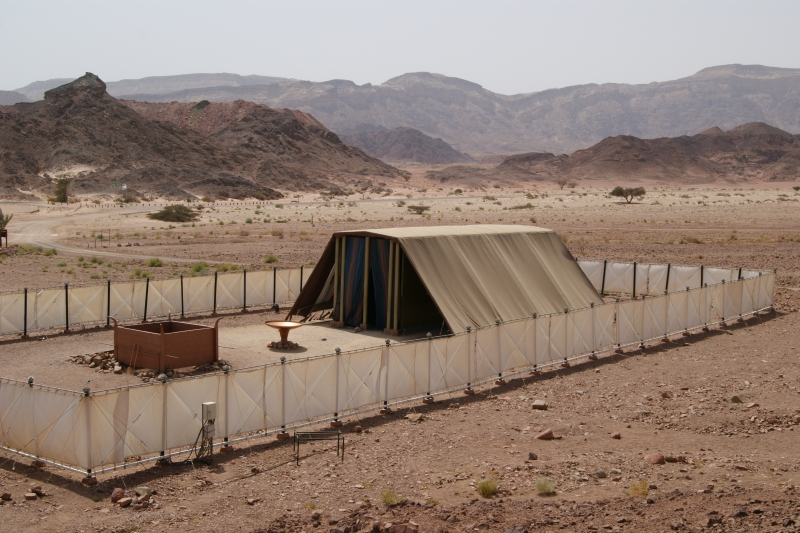
نموذج لخيمة الاجتماع الذي نُصبت تحت رعاية موسى، معروضة في حديقة تمناع، فلسطين.

يمكن تقسيم تاريخ بني إسرائيل وفق رواية الكتاب المقدس العبري إلى المراحل التالية:
فترة ما قبل الملكية (غير معروف إلى حوالي 1050 ق.م.)
يُنسب بني إسرائيل إلى اسم جدهم يعقوب/إسرائيل الذي كان حفيدًا لإبراهيم، وانقسموا إلى 12 قبيلة: رأوبين وشمعون ولاوي ويهوذا ودان ونفتالي وجاد وأشير، ويساكر وزبولون ويوسف (المنقسم إلى سبطي أفرايم ومنسى) وبنيامين. في الأصل، انتقلوا إلى مصر بعد المجاعة في أرض كنعان، ولكن استعبدهم المصريون. ثم فرّوا ونظّموا أنفسهم تحت حكم القضاة،[ خروج 8: 13-26 ] وفق القوانين التي نظّمها موسى. بعد ذلك، غزا بنو إسرائيل أرض كنعان وقاتلوا العديد جيرانهم حتى أسسوا دولة ملكية.
فصّل الكتاب المقدس العبري أحداث تلك الفترة بدءً من تكوين 12 إلى صموئيل الأول 8.
فترة المملكة الموحدة (حوالي 1050 ق.م. - 930 ق.م.)
توحدت القبائل الإسرائيلية في مملكة موحدة تحت حكم بقيادة شاول وداود وسليمان. تميزت فترتا حكم شاول وداود بالانتصارات العسكرية، وتحوّل إسرائيل إلى إمبراطورية صغيرة يتبعها دول تابعة.[ صموئيل الثاني 8: 1-14 ] كان عهد سليمان أكثر سلامًا نسبيًا، وأشرف على بناء الهيكل الأول، بمساعدة حلفائه الفينيقيين. كان هذا الهيكل هو المكان الذي حُفظ فيه تابوت العهد الذي كان قبل ذلك في مدينة داود.
فصّل الكتاب المقدس العبري أحداث هذه الفترة بدءً من صموئيل الأول 8 إلى الملوك الأول 11، وفي أخبار الأيام الأول 10 إلى أخبار الأيام الثاني 9.
فترة المملكتين (حوالي 930 ق.م. – 597 ق.م.)
انقسمت المملكة الموحدة إلى دولتين مملكة إسرائيل الشمالية ومملكة يهوذا الجنوبية بسبب النزاعات المدنية والدينية. في النهاية، زالت مملكتي إسرائيل ويهوذا بعد الغزوات الآشورية والبابلية على التوالي. وفقًا لأسفار أنبياء الكتاب المقدس، كانت هذه الغزوات بمثابة أحكام إلهية على الارتداد الديني والقيادة الفاسدة.
فصّل الكتاب المقدس العبري أحداث هذه الفترة بدءً من الملوك الأول 12 إلى الملوك الثاني 25، وفي أخبار الأيام الثاني 10 إلى أخبار الأيام الثاني 36. ويروي سفر يونان ذهاب النبي يونان إلى الإمبراطورية الآشورية الحديثة لتبليغ رسالة إلهية.
فترة السبي (حوالي 597 ق.م. – 538 ق.م.)
بعد أن غزا البابليون مملكة يهوذا، نقلوا معظم السكان إلى بابل، حيث عاشوا كمنفيين. بعد ذلك، غزا كورش الكبير بابل وأسس الإمبراطورية الأخمينية سنة 539 ق.م. وبعد سنة، سمح كورش لليهود بالعودة إلى بلادهم. أعيد تسمية موطنهم باسم يهود مديناتا، والتي أصبحت في النهاية مرزبانية عابر-ناري.
تناول سفر دانيال تفاصيل هذه الأحداث.
الفترة الفارسية (حوالي 539 ق.م. – 331 ق.م.)
بين سنتي 537 ق.م. – 520 ق.م.، أصبح زربابل حاكمًا على اليهود وبدأ في بناء الهيكل الثاني، ثم أُوقف البناء. وبين سنتي 520 ق.م. – 516 ق.م.، حث حجي وزكريا اليهود على استئناف العمل في الهيكل. عند الانتهاء، أصبح يشوع كاهن الهيكل الأعظم. وبين سنتي 458 ق.م. - 433 ق.م.، قاد عزرا ونحميا مجموعة أخرى من اليهود إلى مقاطعة اليهود، بإذن أرتحششتا. أعاد نحميا بناء الهيكل بعد بعض كوارث غير محددة، وأزال النفوذ الأجنبي عن المجتمع اليهودي. ومع ذلك، اختار بعض اليهود البقاء في بلاد فارس، حيث واجهوا الإبادة تقريبًا.
تناولت أسفار عزرا ونحميا وأستير وحجي وزكريا وملاخي تلك الفترة.

## قدامى بني إسرائيل
لم تعد إلى حد كبير الجهود المبذولة لتأكيد التكوين العرقي الكتابي لبني إسرائيل من خلال علم الآثار ذات أهمية حيث اعتُبرت أبحاثًا غير مثمرة. يرى العديد من العلماء أن الروايات التقليدية ما هي إلا خرافات قومية ذات قيمة تاريخية قليلة، لكن البعض يفترضون أن مجموعة صغيرة من المصريين المنفيين ساهموا في رواية الخروج. حدّد ويليام ديفر بحذر هذه المجموعة أنهم من سبط يوسف، بينما يعتقد ريتشارد إليوت فريدمان بأنهم من سبط لاوي. نقل يوسيفوس عن مانيتون السمنودي أنهم مع الهكسوس. فيما يعتقد علماء آخرون أن رواية الخروج كانت بمثابة "ذاكرة جمعية" لعدة أحداث من العصر البرونزي.
بالإضافة إلى ذلك وبحسب الأدلة الأثرية، فمن غير المرجح أن يكون بنو إسرائيل استولوا على جنوب بلاد الشام بالقوة. ويُرجّح أنهم تفرّعوا من الشعوب الكنعانية الأصلية التي سكنت المنطقة التي شملت سوريا وإسرائيل القديمة وشرق الأردن لفترة طويلة. كانت ثقافتهم متعددة الآلهة، ويُقدّسون بشكل أساسي يهوه (أو إيل)، ولكن بعد السبي البابلي، أصبحت ديانتهم توحيدية، مع تأثير جزئي من الزرادشتية. فصل هذا التأثير الزرادشتي بني إسرائيل عن الكنعانيين الآخرين بشكل قاطع. استخدم الإسرائيليون لغة كنعانية عُرفت لاحقًا بالعبرية التوراتية. وتعد العبرية الحديثة المنحدرة من هذه اللغة هي اليوم اللهجة الوحيدة الباقية من اللغات الكنعانية. يعتقد مارك بريت أن بني إسرائيل خلقوا أساطير مختلفة حول أصلهم وأصل الكنعانيين الآخرين لفصل أنفسهم عن الكنعانيين، لكن بعض النصوص الكتابية تعترف بالأصول الكنعانية/العمورية لبني إسرائيل.

### الأصول

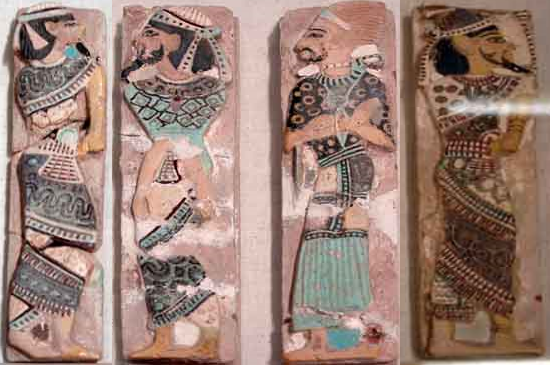
نقش أسرى رمسيس الثالث يُصوّر أسلاف بني إسرائيل في كنعان: الكنعانيون من الدول المدن وزعيم البدو الرُحّل.

هناك عدة نظريات حول أصول بني إسرائيل القدامى. يعتقد البعض أنهم ينحدرون من مجموعات المٌغيرين، أو من البدو الرُحّل مثل العبيرو والشاسو أو الكنعانيين الفقراء، الذين أجبروا على مغادرة المناطق الحضرية الغنية والعيش في المرتفعات. أما الرأي الأكاديمي السائد الآن هو أن بني إسرائيل كانوا خليطًا من شعوب، وفي الغالب هم من السكان الأصليين في كنعان، مضافًا إليهم بعض العناصر المصرية التي على الأرجح ألهمتهم بقصة الخروج. كانت التركيبة السكانية لبني إسرائيل تُماثل التركيبة السكانية للعمونيين والأدوميين والموآبيين والفينيقيين.
بالإضافة إلى تركيزهم على عبادة يهوه، كان لبني إسرائيل بعض السمات الثقافية الجسدية والغذائية والتأريخية. كان من بين هذه السمات ختان الذكور، وتجنب استهلاك لحم الخنزير، وتأريخهم للأحداث منذ زمن الخروج، وحفظ السبت [الإنجليزية]
 وما إلى ذلك. نقل بنو إسرائيل مسألتي الختان وتجنب لحم الخنزير من مجاورتهم للفلستيين الساميين الغربيين ذوي الأصل اليوناني الميسيني، حينما كان تزاوجهم مع الساميين الآخرين أمرًا شائعًا.

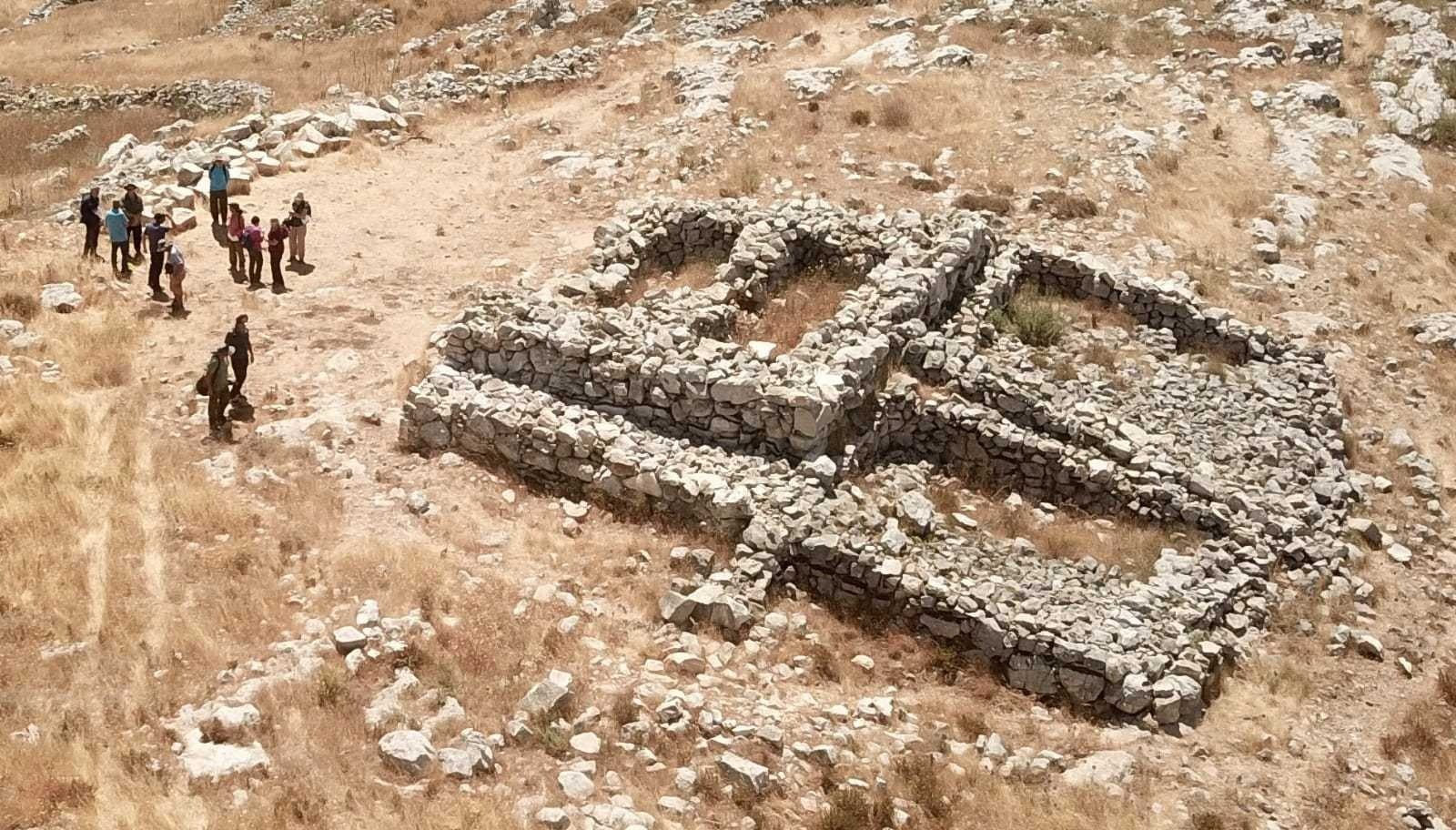
هيكل جبل عيبال، الذي يعتبره العديد من علماء الآثار موقعًا تعبُّديًا إسرائيليًا قديمًا.

كان علم الأنساب عاملاً آخر استخدم لتحديد بني إسرائيل، لكنه رجّح أن المسألة هوية ذاتية ثقافية وليس أصلًا بيولوجيًا. فمثلًا، كان بإمكان العشائر الأجنبية أن تتبنى هوية عشائر أخرى، ثم يتغير وضعهم فيما بعد من "غرباء" إلى "أعضاء"، وهو ينطبق على الإسرائيليين من مختلف القبائل والأمم. زعم شاول عُيلان بأن ذلك نتيجة لاعتبار الأجانب إسرائيليين تلقائيًا إذا كانوا يعيشون في أراضي بني إسرائيل، وفقًا لحزقيال 47: 21-23. ومع ذلك، استخدم الإسرائيليون علم الأنساب للتمييز بالاختلافات الصغيرة، وأيضًا للنقد الذاتي، وذلك لأن أسلافهم كان من بينهم شخصيات مشكوك فيها أخلاقياً مثل يعقوب. تمثل هاتان السمتان "تعقيدات الروح اليهودية".
من حيث المظهر، وصف الكتاب المقدس العبري شخصيات، مثل داود وعيسو والعشاق في نشيد الأناشيد، بصفات مثل "متورّد" و"أبيض مشرئب بحُمرة" و"صافي كالقمر"، والتي تتماشى مع أوصاف الأنماط الظاهرية لسكان بلاد الشام في المصادر المصرية واليونانية القديمة. من ناحية أخرى، وصف الحاخامات يهود الكتاب المقدس بأنهم "بين الأسود والأبيض" ولهم "لون شجرة البقس". رجال بنو إسرائيل، كغيرهم من الساميين الغربيين، لهم لحى كاملة ومستديرة وفقًا للنقوش المصرية والآشورية. في المقابل، كان لجيرانهم، مثل البابليين والمصريين، لحى طويلة وخصلات ذقن، لكن هذه كانت عادة الطبقة العليا. ويُعتقد أن حلق يوسف في تكوين 41: 14 كان تشبُّهًا بالعادات المصرية. تشير لوحة مرنبتاح إلى أن الإسرائيليين الأوائل كانوا يشبهون الكنعانيين الآخرين، من حيث الملبس وتسريحة الشعر، مقارنة بالمجموعات الأخرى مثل البدو الرُحّل.

#### المستوطنات الإسرائيلية المبكرة
في القرن الثاني عشر قبل الميلاد، ظهرت العديد من المستوطنات الإسرائيلية في منطقة التلال الوسطى في كنعان، والتي كانت في السابق منطقة مفتوحة. افتقرت هذه المستوطنات إلى أدلة على استهلاك لحم الخنزير، مقارنة بالمستوطنات الفلسطينية، حيث كان بها منازل من أربع غرف وعاشوا حياة مساواتية حيث لم تتواجد مقابر متقنة، ولا قصور للحكام، أو بعض المنازل التي هي أكبر من غيرها وما إلى ذلك. كما كان لهم اقتصادًا مختلطًا أعطى الأولوية للاكتفاء الذاتي وزراعة المحاصيل وتربية الحيوانات والإنتاج الحرفي البسيط. وفي الوقت نفسه، أُدخلت تقنيات جديدة مثل زراعة المدرجات والصوامع لتخزين الحبوب والصهاريج لجمع مياه الأمطار.
بُنيت هذه المستوطنات على يد سكان "الأراضي الجنوبية" (أي سيناء المعاصرة والأجزاء الجنوبية من فلسطين والأردن)، الذين تخلوا عن حياتهم الرعوية البدوية. حُدّد الكنعانيين الذين عاشوا خارج منطقة التلال الوسطى بشكل واضح على أنهم الدانيون، والأشيريون، والزبولونيين، واليساكاريين، والنفتاليين، والجدعونيين. ليس لهؤلاء السكان تاريخ يحدد هجراتهم سوى الدانيين الذين يُعتقد أنهم ينحدرون من شعوب البحر، وتحديدًا من الآخيين. ومع ذلك، اختلط هؤلاء السكان مع البدو السابقين، بسبب عوامل اجتماعية واقتصادية وعسكرية. كان اهتمامهم بعبادة يهوه عاملاً آخر. تشير تلميحات محتملة في الكتاب المقدس العبري لهذا الواقع التاريخي لهذه القبائل ما عدا يساكر وزبولون، يأنهم ينحدرون من بلهة وزلفة، الذين كان يُنظر إليهم على أنهم "مُضافون" لبني إسرائيل.
كانت عبادة إيل مركزية في الثقافة الإسرائيلية المبكرة، لكن يُعتقد أن الإسرائيليين كانت لديها وجهات نظر مختلفة حول إيل، وكان تقديسهم له "محدودًا".

### الفترة الملكية

#### المملكة الموحدة

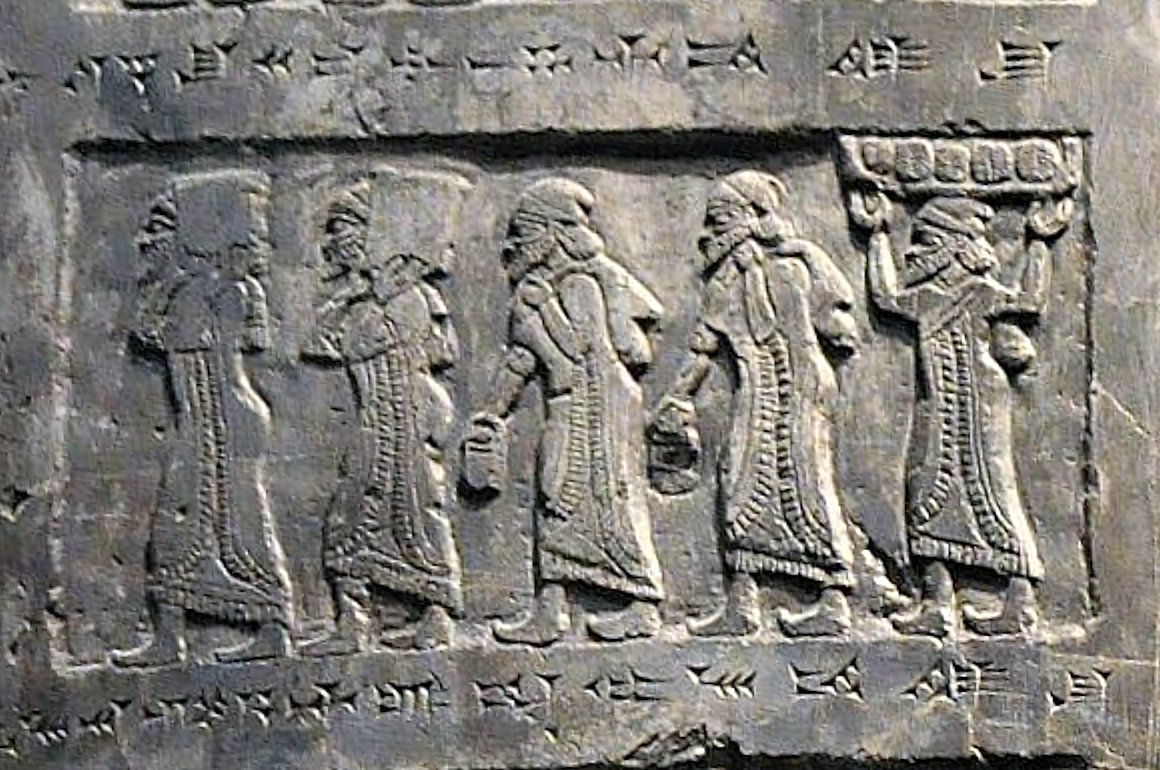
جزء من الوفد الإسرائيلي المحمل بالهدايا للملك ياهو، المسلة السوداء، حوالي سنة 841-840 قبل الميلاد.

يعد تاريخ المملكة المتحدة محل نقاش حاد بين علماء الآثار وعلماء الكتاب المقدس، حيث يرى المُغالون من علماء الكتاب المقدس أمثال كينيث كيتشن ووليم ديفر وأميهاي مزار وباروخ هالبيرن وغيرهم على أن رواية الكتاب المقدس دقيقة إلى حد ما، بينما يقول المشككون من علماء الكتاب المقدس أمثال إسرائيل فينكلشتاين وزئيف هرتسوغ وتوماس طومسون وغيرهم بأن مملكتي إسرائيل ويهوذا كانتا دائمًا دولتين مستقلتين. وهناك وجهة نظر متوسطة ترى أن مملكة يهوذا كانت كما لو كانت دولة "تابعة" لمملكة إسرائيل، تحت حكم العُمريين. لا زال النقاش محتدًّا، ولكن الاكتشافات الأثرية الأخيرة التي قام بها إيلات مزار ويوسف جارفينكل تُظهر بعض الدعم لوجود مملكة متحدة. تشير سلسلة من نقوش جيران مملكة إسرائيل منذ سنة 850 ق.م. وما بعدها إلى سلالة بيت داود.

#### مملكتا إسرائيل ويهوذا

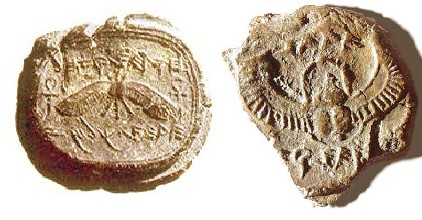
"حزقيا بن آحاز ملك يهوذا" - ختم ملكي عُثر عليه في حفريات أوفيل في القدس

مقارنةً بالمملكة الموحدة، فإن تاريخية مملكتي إسرائيل ويهوذا مقبولة على نطاق واسع من قبل المؤرخين وعلماء الآثار.:169–195 كما أكدت الدلائل الأثرية والمصادر غير الكتابية على تدميرهما على يد الآشوريين والبابليين.:306 ويرى كريستيان فريفيل أن اليهوهية كانت متجذرة في ثقافة مملكة إسرائيل، التي نقلتها إلى مملكة يهوذا من خلال توسعات أخاب وسياساته الاجتماعية، بالإضافة إلى تأثير فتوحات حزئيل ملك آرام دمشق.

### التاريخ اللاحق
استُشهد بأسطوانة كورش بشكل مثير للجدل للتدليل على سماح كورش لليهود بالعودة إلى فلسطين. أظهر العائدون "إحساسًا متزايدًا" بهويتهم العرقية وتجنبوا الزواج الخارجي. لم يعد الختان علامة عرقية مهمة، مع زيادة التركيز على النسب أو الإيمان بيهوه. لم يحصل الإسرائيليون من غير اليهود المنفيين على نفس المعاملة، ولم يتم استيعابهم ضمن السكان الآشوريين المحليين، حيث كانوا أقلية، وبقيت أغلبيتهم في إسرائيل. وخلافًا للروايات اليهودية، فإن هذه الفئة كانوا أسلاف السامريين الذين اتبعوا الديانة السامرية. وفقًا للأدلة الجينية والأثرية، كان تزاوج السكان مع المستوطنين الآشوريين محدودًا. في لغتهم العبرية السامرية الأصلية، يُعرّف السامريون أنفسهم باسم "إسرائيل" أو "بني إسرائيل" أو "شاميريم/شوميريم" (أي "الأوصياء/الحراس/المراقبين").
كان اليهوذيون أسلافًا لليهود، الذين اتبعوا يهودية الهيكل الثاني. تأثرت ديانتهم، وخاصة طائفة الفريسيين، بالأدوميين الذين كانوا يشكلون مجموعة سكانية كبيرة خلال عصر الحشمونيين، واندمجوا واختلطوا مع جيرانهم اليهوذيين، وأسسوا فيما بعد السلالة الهيرودية، التي شكلت منطقة يهودا والقدس والهيكل الثاني. يزعم بعض العلماء بأن اليهود كانت لهم أيضًا جهودًا تبشيرية نشطة في العالم اليوناني الروماني، مما أدى تحول أفراد إلى اليهودية. يرفض العديد من العلماء، مثل سكوت ماكنايت ومارتن جودمان هذا الرأي، ولكنهم قالوا أن التحولات قد تحدث أحيانًا. هناك شتات مماثل للسامريين، ولكن وجودهم غير موثق بشكل جيد.
على الرغم من اختلافاتهم، يشترك اليهود والسامريون في ارتباطهم بأرض إسرائيل التوراتية. تدعي مجموعات أخرى صلتها ببني إسرائيل، مثل البشتون والبريطانيين والعبرانيين السود والمورمون والمسيحيون الإنجيليين الذين يؤمنون بلاهوت العهد. كما يزعم البعض بأن الفلسطينيين ينحدرون من بني إسرائيل الذين لم ينفيهم الرومان.

## الجينات

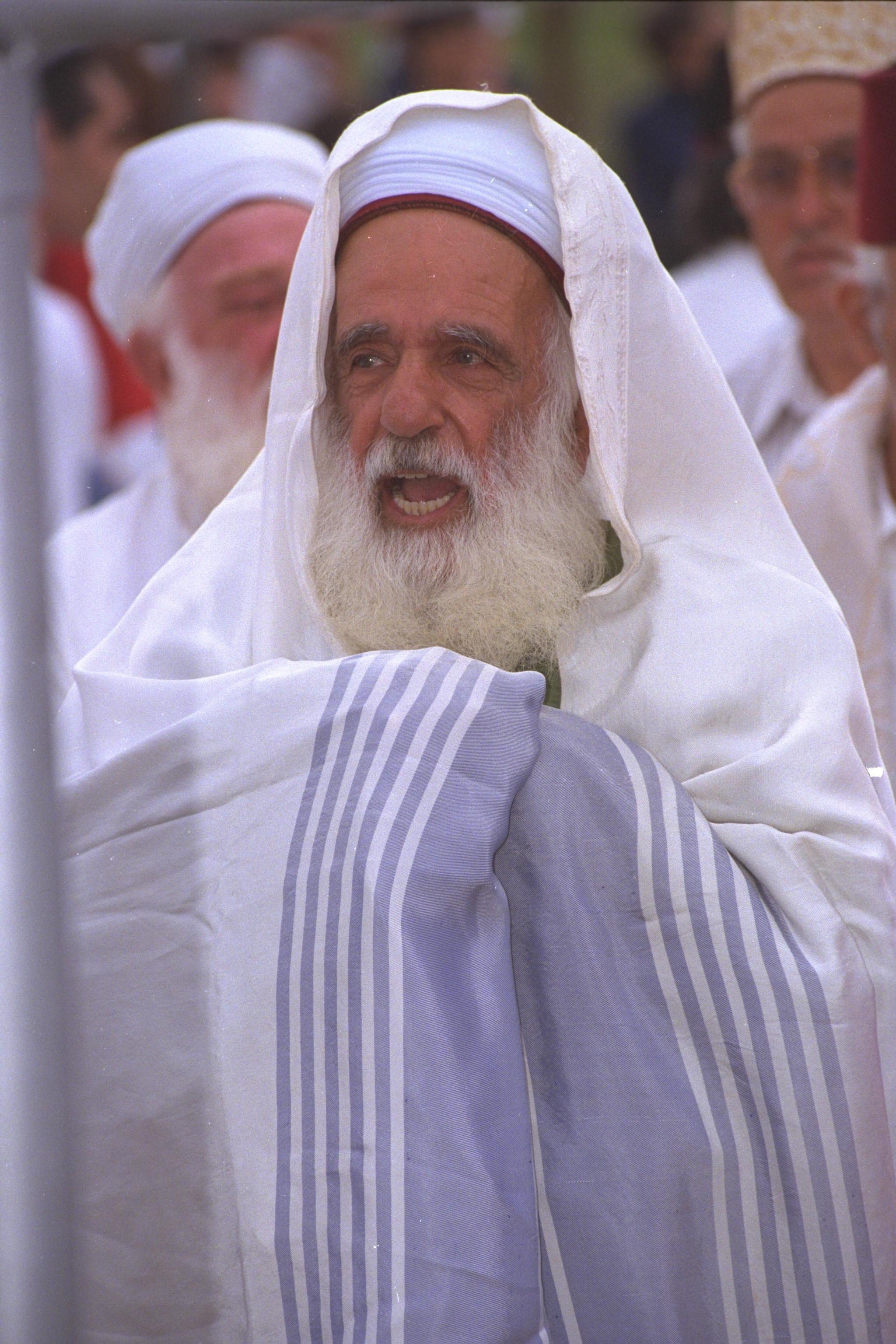
شيخ سامري يشارك في صلاة عيد الفصح التي تقام على جبل جرزيم.

وجدت دراسة أُجريت سنة 2004م على يد شين وآخرين حين قارنت السامريين بالعديد من السكان اليهود (بما في ذلك اليهود الأشكناز واليهود العراقيين واليهود الليبيين واليهود المغاربة واليهود اليمنيين) أن "تحليل المكونات الرئيسية يُشير إلى أصل مشترك من سلالات آباء السامريين واليهود". يمكن إرجاع أصول معظم السامريين إلى سلف مشترك يُعرف اليوم باسم نسل الكهنة العظماء الإسرائيليين الموروث من جهة الأب (كوهانيم)، مع سلف مشترك يرجع لزمن الغزو الآشوري لمملكة إسرائيل.
ذكرت دراسة أجريت سنة 2020م (أجراها أغرانات-تمر وآخرون) أن هناك استمرارية وراثية بين سكان جنوب بلاد الشام في العصرين البرونزي والحديدي، والتي شملت الإسرائيليين واليهوذيين. ويمكن صياغتها على أنها "مزيج من السكان المحليين من العصر الحجري الحديث وسكان من الجزء الشمالي الشرقي من الشرق الأدنى (مثل جبال زاغروس، والقوقازيين/الأرمن، وربما الحوريين). تظهر مكونات سكانية ذات صلة بأوروبا وشرق إفريقيا، تتدرج من الشمال إلى الجنوب ومن الجنوب إلى الشمال على التوالي، حيث هناك تمثيل أوروبي وصومالي في العناصر السكانية.

## وصلات خارجية
- أسماء اليهود وبني إسرائيل